# Monte do Carmo
Monte do Carmo é um município brasileiro do estado do Tocantins, a 89 km da capital do estado, Palmas. O município, com uma população estimada em seis mil habitantes, está localizado na região central do estado, a uma altitude média de 295 m. Tem uma área total de 3.359,7 km² e uma densidade demográfica de 1,62 habitantes/km². É um dos caminhos para o Jalapão e dispõe de rodovia asfaltada. A cidade é amplamente conhecida por ser a terra natal do cantor Rick Sollo.

## História
A história de Monte do Carmo começa a partir do descobrimento das minas de ouro, na primeira metade do século XVIII. Prossegue em 1741 com a fundação do Arraial de Nossa Senhora do Carmo. Foi fundado pelo bandeirante Manuel de Sousa Ferreira, na confluência dos ribeirões: Matança hoje é córrego Água Suja (devido à lavagem do ouro), até o córrego Sucuri que abastece a cidade. Em 1836 deram-lhe o nome de arraial de Nossa Senhora do Carmo, 1911 foi denominado Carmo, em 1943 resolveram mudar para Tairuçu (palavra indígena), mas não durou muito, passou a se chamar Monte do Carmo em 1953.
O ouro que abundava em profusão nas minas do Carmo, atraía os aventureiros lusitanos e mamelucos, que enfrentavam as tribos bravias que habitavam os sertões desconhecidos.
Em 1780 a Coroa Portuguesa entusiasmada com os lucros que daqui lhe chegavam, tratou logo de mandar um representante direto, e a estratégia era a igreja. Dona Maria  nomeou, o Padre José Faustino da Gama (Padre Gama) a serviços religiosos e o controle fiscalizatório. O mesmo administrou com muito sucesso, contando com aproximadamente mil escravos na lavoura e nas minas.
Os índios Xerentes nativos das margens do Alto Tocantins, não se conformavam com a invasão de seus territórios, atacavam constantemente o arraial do Carmo e Pombal, massacrando quase toda a população.
Tem como atrativo principal o turismo religioso que conta com um calendário extenso. A Igreja de Nossa Senhora do Carmo é uma construção de 1801 que está arraigada à própria história da cidade e tem ao seu arredor casas antigas enriquecendo ainda mais a  história. A Igreja de São Gonçalo que ficava no pé da serra do Carmo, era a igreja dos negros escravos, que ainda resiste ao longo do tempo testemunhando por suas ruínas. As datas de maior relevância são: Festa do Divino Espírito Santo (Foliões e Imperador); Nossa Senhora do Carmo (padroeira da localidade); Nossa Senhora do Rosário (Rei e Rainha) e São Sebastião (Vaqueiros). Essas festas são tidas como uma das mais tradicionais do Estado.
Já no turismo ecológico e lazer destaca-se o Morro das Figuras, um de seus principais pontos turísticos. A ação do vento e da chuva formou colunas de rocha que se assemelham a figuras humanas. A cachoeira do Fueiro, com duas quedas d'água de dez metros de altura também enche os olhos dos visitantes. A gruta histórica Morro do Salão, com escritos pré-históricos e que abrigou os moradores que fugiram dos revoltosos da Coluna Prestes. Para fechar temos a Usina Hidrelétrica Isamu Ikeda no Rio Balsas na divisa dos municípios de Monte do Carmo e Ponte Alta do Tocantins e, a Mata Fria que conta com duas onças artificiais jorrando água natural e fria pela boca, propício para matar a sede e banho, no local existe também a imagem de Nossa Senhora do Carmo que protege os viajantes que passa por ali. A cidade conta ainda com artesanato, manifestações artísticas e comidas típicas.

## Dados gerais
A emancipação política de Monte do Carmo aconteceu pela Lei Estadual nº 4.708, de 23 de outubro do ano de 1963 do estado de Goiás. Seu idealizador foi o então Vereador de Porto Nacional Durval Silva. O Município foi solenemente instalado no dia 1º de janeiro de 1964 e teve como primeiro chefe do executivo a prefeita Raimunda Aires da Silva (Dona Dica).

## Economia
A economia de Monte do Carmo gira entorno da pecuária de corte e a agricultura, hoje, o principal motor econômico fica por conta da pecuária de corte que conta com rebanho bovino estimado em 79 mil cabeças de animais. A Agricultura não fica atrás, com a expansão do mercado de soja no País e no Estado, os agricultores da região estão trabalhando cada vez mais a terra que é benéfica para o plantio e estão obtendo bons resultados não só no plantio da soja como também, no plantio de arroz, milho e outros itens da agricultura. Outro fator econômico de grande importância é as verbas da Prefeitura, do Governo do estado e do Governo Federal que juntos mantém a folha de pagamento rigorosamente paga, para que assim, os funcionários mantenham o comércio em movimento. Ainda ha espaço para citarmos a economia proporcionada pelos vários eventos culturais que são realizados na cidade, atraindo milhares de turistas que nesse período aumenta o volume de vendas no comércio local, o artesanato também tem o seu espaço, há alguns anos grupos de pessoas vem desenvolvendo essa atividade. O ouro que foi o carro chefe para a criação do município teve uma outra fase de grande importância na economia do início até o final dos anos 80, quando garimpeiros começaram a mexer a terra e assim o encontraram novamente. Hoje alguns garimpeiros ainda exercem esse tipo de atividade, mas com uma escala menor.

## Transporte
A forma mais fácil de chegar até Monte do Carmo é de automóvel, a nossa rodovia de acesso aos principais centros Porto Nacional (39 km) e Palmas (89 km) encontra-se totalmente asfaltada. Não aconselhamos via área, pelo motivo do aeroporto existente não disponibilizar de infra-estrutura e segurança adequada.
Na cidade existe um terminal rodoviário, que disponibiliza de lanchonete, lojas de artesanato, Guichês e sanitários, terminal que, desde a sua construção, nunca foi reformado, por isso encontra-se em condições precárias. Recentemente foram iniciados alguns serviços de reparo, porém interrompidos.
O município é atendido por uma empresa de ônibus que presta serviços para população com deslocamentos ida e volta para Porto Nacional de duas em duas horas, esse serviço é prestado com ônibus equipado de som e ar condicionado. Na cidade não existe serviço de táxi oficial, mas, algumas pessoas trabalham com fretamento de veículos, caminhonetes, caminhão e motocicletas.

## Carmelitanos ilustres
- Rick Sollo - Cantor sertanejo, sendo integrante da dupla sertaneja Rick & Renner.